# 가브리엘라 이슬레르
가브리엘라 이슬레르(Gabriela Isler, 1988년 3월 21일 ~ )는 베네수엘라의 모델이다. 스위스와 독일 혈통을 갖고 있다. 2013년 미스 유니버스 우승자이며 2012년 미스 베네수엘라 우승자이기도 하다.